# Bartenwetzer

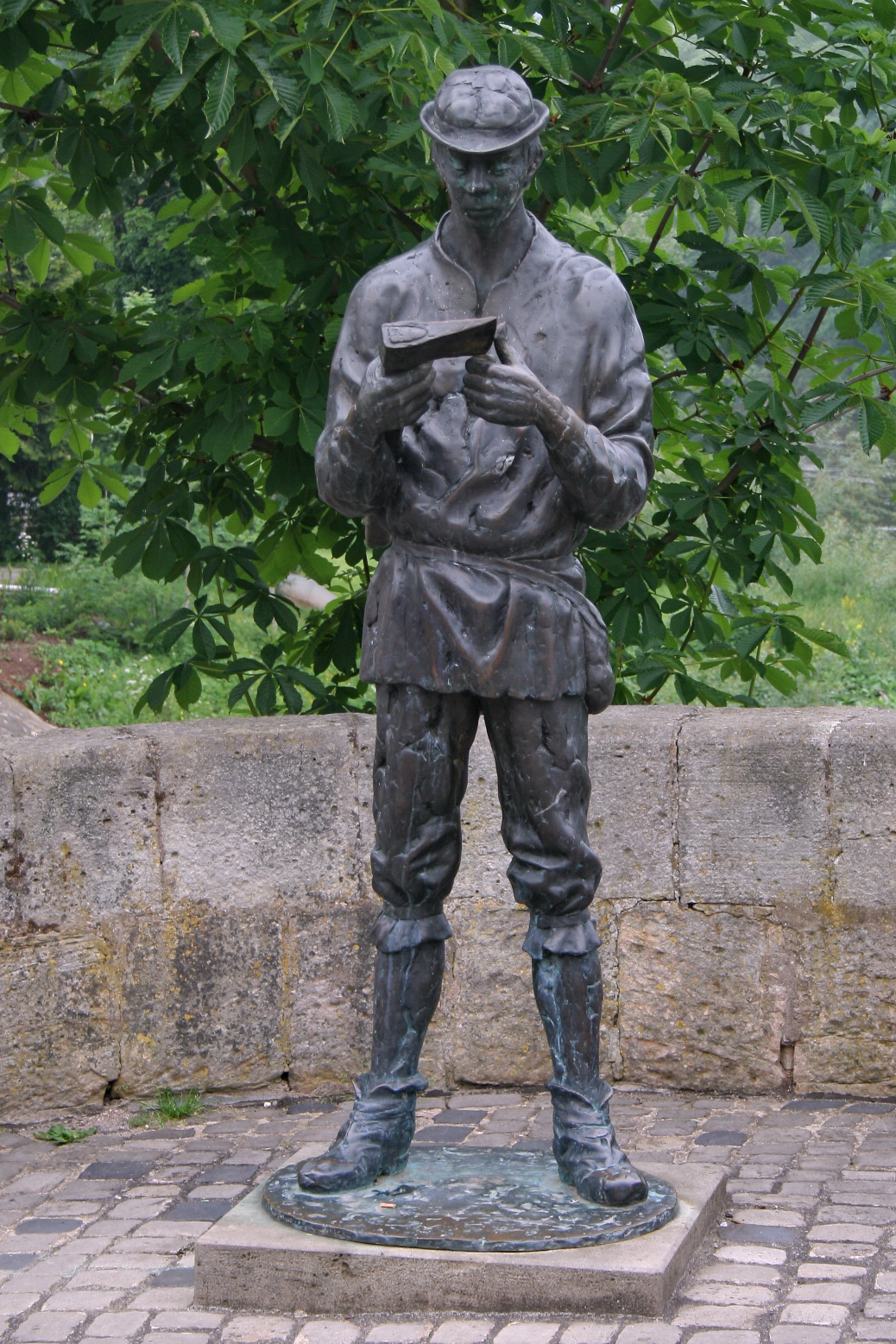
Statue des Bartenwetzers auf der Brücke

Der Bartenwetzer, ein Holzfäller mit seiner Axt, ist die Symbolfigur der Melsunger Bürger in Nordhessen an der Fulda.

## Geschichte

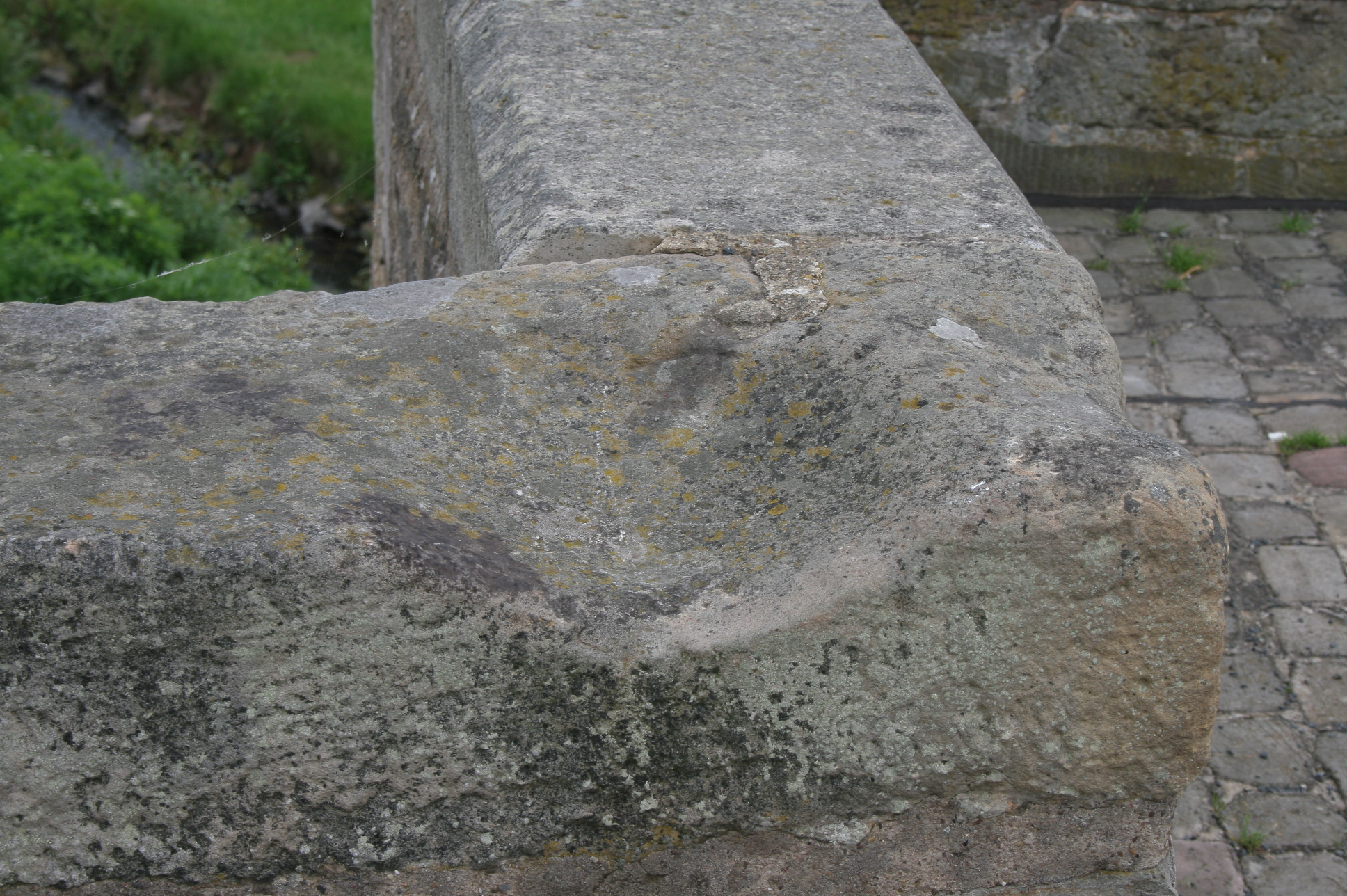
Einkerbung im Geländer der Bartenwetzerbrücke

Im Mittelalter lebten die meisten Melsunger Bürger vom Holzeinschlag. Die Holzfäller zogen jeden Morgen mit ihren Barten (mittelhochdeutscher Begriff für Axt oder Beil) zum Holz schlagen in den Wald. Auf der „Bartenwetzerbrücke“ wetzten (schärften) sie in dem weichen Sandstein des Geländers ihre Barten. Die Spuren dieser Tätigkeit sind noch heute in den tiefen runden Einkerbungen im Brückengeländer zu sehen.
Aus dieser Begebenheit entwickelte sich auch der Ortsneckname Bartenwetzer für die Einwohner von Melsungen.
Auf dem Melsunger Rathaus befindet sich ein kleines Türmchen. Dort zeigt sich zweimal täglich (um 12 Uhr und um 18 Uhr) die Symbolfigur des Bartenwetzers.

## Rezeption

### Bartenwetzerbrücke

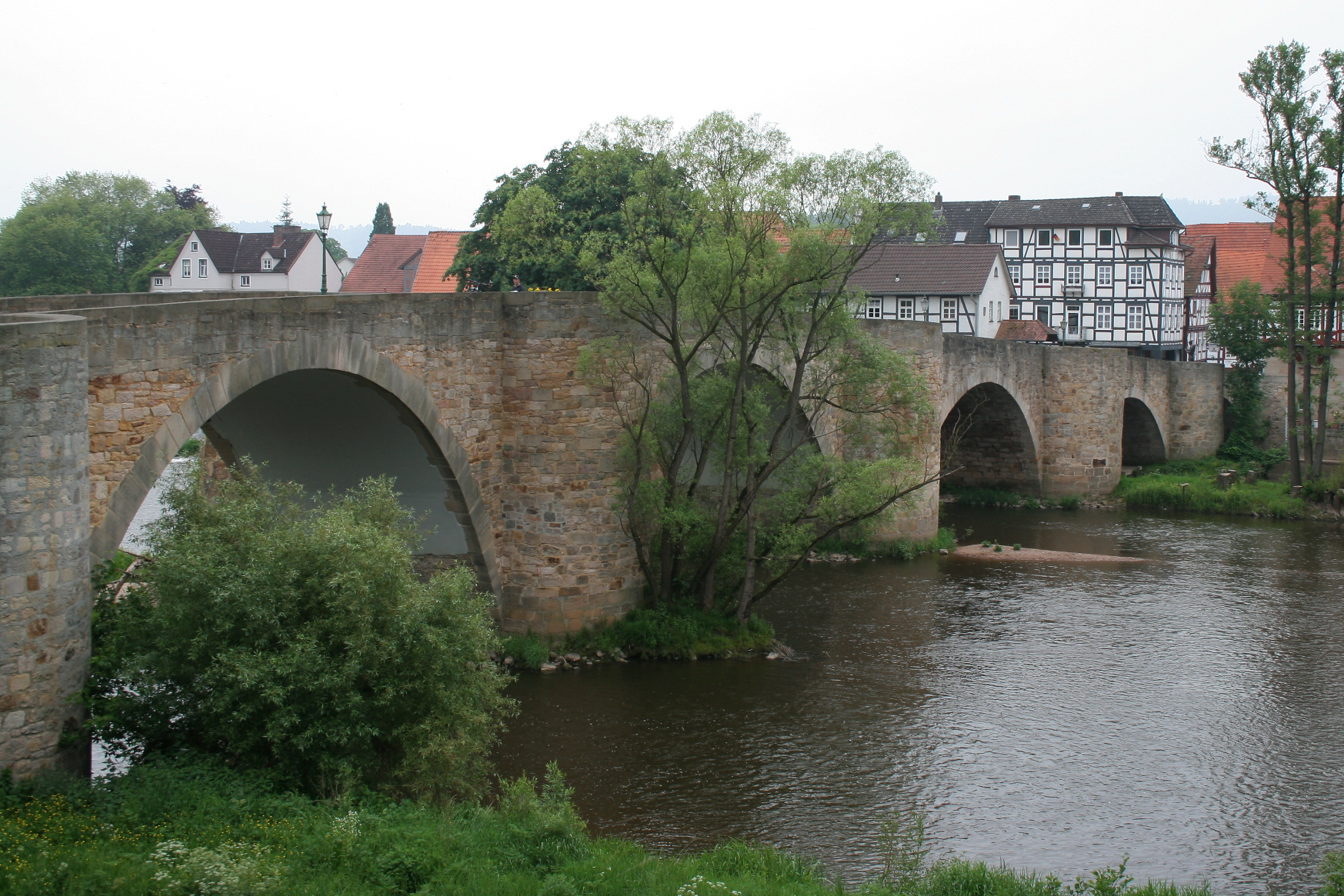
Bartenwetzerbrücke

Die steinerne Bartenwetzerbrücke (⊙) wurde 1595/96 in nur 1 1/4 Jahren erbaut und gilt mit ihren zwei Bartenwetzer-Figuren als einer der schönsten Brückenbauten Hessens. Hier wurde im 17. Jahrhundert die Melsunger Schifffahrt begründet.
An der Bahnstrecke Bebra–Kassel besteht seit Mai 2011 der Haltepunkt Melsungen-Bartenwetzerbrücke. Diese Station wird ausschließlich von der RegioTram Kassel bedient.
MT Melsungen
Der Handball-Bundesligaverein MT Melsungen ist unter dem Spitznamen "Bartenwetzer" bekannt, zudem heißt ein offizieller Fanclub des Vereins "Die Bartenwetzer".